# Антонио Хосе де Сукре
Антонио Хосе де Сукре и Алкала (шп. Antonio Jose de Sucre y Alcala; Кумана, 3. фебруар 1795 — Пасто, 4. јун 1830), био је генерал, политичар, велики маршал Ајакуча и један од најважнијих бораца за независност Латинске Америке. Од своје петнаесте године руковао је наоружањем. Рано стиче и војна знања потребна команданту и користи их већ у првој војној кампањи коју је предводио Миринда. После емиграције у Антилима био је командант колумбијског батаљона, војни старешина у многим местима, Боливаров сарадник, главнокомандујући Гвајане и командант колумбијских снага у биткама са Шпанцима 1821. године. Добио је битку код Пинчинче (1822) и ослободио данашњи Еквадор. У походу на Перу однео је чувену победу у бици код Ајакуча 1826. године што је његов највећи успех поред ослобођења Ла Паза (1825). Исте 1826. године изабран је за председника Боливије и на том положају остао је до 1828. године. Оставку је поднео 1830. године али се касније на кратко поново појавио на политичкој сцени када је изабран за председника Велике Колумбије. У политику се вратио како би спречио општи грађански рат. И поред његових настојања рат је избио а он је у њему извојевао победу код Таркија. Услови које је наметнуо пораженима били су благи, слични онима које је наметнуо Шпанцима након борбе код Ајакуча.
Убијен је у атентату 4. јуна 1830. године у јужној Колумбији.
По њему су име добили град Сукре (1840), данашње законодавно средиште Боливије, и новчана јединица Еквадора док као валута није прихваћен амерички долар.